# بيج سيكس مايل كريك مارينا
بيج سيكس مايل كريك مارينا، هو متنزه حكومي يقع على نهر نياجرا العلوي في جزيرة جراند في مقاطعة ايري، نيويورك. تبلغ مساحته 21 أكر (0.085 كم² )

## وصف الحديقة
يقع بيج سيكس مايل كريك مارينا في وادي محمي على طول أحد روافد نهر نياجرا، ويتميز بمرافق إطلاق القوارب العامة الوحيدة على الجانب الغربي من جزيرة جراند.
توفر الحديقة مرسى به 134 زلة موسمية للقوارب، بالإضافة إلى منحدر لإطلاق القوارب ومدخل لصيد الأسماك. الحديقة مفتوحة من مايو حتى نوفمبر.
تم تحسين مرافق وأرصفة الحديقة، التي شُيدت في البداية في الخمسينيات، وأعيد بناؤها في عام 2013.

## روابط خارجية
- متنزهات ولاية نيويورك: Big Six Mile Creek Marina